# 烈焰快駒
烈焰快駒（日語：ダンツフレーム），是日本純種競賽馬匹。生涯活躍於中距離賽事，曾於2002年勝出寶塚紀念。

## 出賽前
1998年4月19日出生於北海道浦河町信岡牧場，成長途中於拍賣會被馬主山元哲二以2625萬日圓購入。
其後交由栗東訓練中心練馬師山內研二訓練。

## 競賽生涯

### 3歲（現2歲）
2000年6月10日出戰函館競馬場3歲新馬戰，雖然於直路成功衝出，但仍然落後前方的賽駒4馬位取得第二。
7月1日出戰另一場3歲新馬戰，於本次比賽成功超越前方所有對手，以1/2馬位取得首勝。
其後出戰兩場公開賽桔梗錦標及野路菊錦標，均於其中取得勝利，成功達成三連勝。

### 3歲
2001年2月11日如月賞作爲年度首戰，比賽初段採取先行戰術下於直路成功衝出，但最終被後上的Agnes Gold超越，以1/2馬位差距落敗得第二。
2月24日出戰雅靈頓盃，比賽初段處於中團靠後位置下於最後彎道開始發力，進入直路後成功加速一舉超越前方所有賽駒，最終以鼻位壓贏對手取得首個分級賽冠軍。
其後出戰皋月賞，賽前獲得第三人氣。比賽開始後，其再度使用拿手的居中戰術，雖然進入直路後未能超越前方的愛麗速子，但仍然憑借優秀的速度壓制森林寶穴，最終以第二完賽。
5月27日出戰東京優駿（日本打吡），改由河內洋策騎。比賽開始後，其於中團位置展開追走，但於比賽途中逐漸墮後至到後方位置。進入直路後，其展現優秀的反應響應騎師河內的指揮重新加速，可惜因差距過大而未能對前方的森林寶穴造成威脅，再度以第二完賽。
入秋後雖然其保持穩定的表現，但仍然未能做出任何突破，出戰神戶新聞盃、菊花賞及一哩冠軍賽分別獲得第五、第五及第四。

### 4歲
2002年其以5月12日的京王盃春季盃作爲年度首戰，於其中僅跑獲第四。
其後出戰安田紀念，賽前僅落後女皇盃冠軍榮進寶蹄取得第二人氣。比賽開始後，縱然其出閘順利，但其仍然選擇於後方位置等待時機。進入直路後，其隨即加速衝出並跑出全場最快末腳，然而仍然未能超越一直於前方領先的第七人氣伏兵喜高善，最終以頸位差距憾負。
6月23日出戰寶塚紀念，賽前成功壓贏空中神宮及天鵝騎士取得第一人氣。比賽開始後，前方由天鵝騎士帶出領放，而烈焰快駒則和空中神宮一同於約莫第四的先頭位置推進。進入直路後，前方的天鵝騎士開始加大力度加速，但此時烈焰快駒於外檔成功加速衝刺，於直路中中段成功超越對手之下亦於和鶴丸小子的纏鬥中取勝，最終以頸位優勢取得首個一級賽冠軍。
然而入秋後其並未能保持優秀表現，出戰每日王冠僅跑獲第五，其後更於秋季天皇賞及一哩冠軍賽分別以第十四及第十七大敗。

### 5歲
2003年年初仍然未擺脫低潮，出戰讀賣盃及春季天皇賞分別取得第四及第五。
5月18日出戰新潟大賞典，於狀態回勇之下成功以59公斤的頂磅贏得冠軍。
其後跟從上年度的安排出戰安田紀念及寶塚紀念，但僅獲得第五及第七。
入秋後陣營原定安排其以產經賞作爲起動戰，但於右後腳出現肌腱炎下決定退役，並於9月24日取消日本中央競馬會的賽駒註冊。

### 6歲
2004年本應退役的烈焰快駒原定會於北海道靜內町（今新日高町）Yamada Stud休養並作爲配種馬使用，但因年初其肌腱炎恢復狀態良好且馬主山元哲二有意願讓其繼續出戰，因而重新進入屬於荒尾競馬場的宇都宮德一馬房並以地方馬身份復出。
10月20日出戰公開賽神無月特別作爲地方首戰，儘管其於比賽途中進佔有利位置，但仍然無法超越前方的Shigeru Kaminari以第二完賽。
其後按照計劃轉移至浦和競馬場的岡田一男馬房，並出戰浦和紀念及東京大賞典，分別獲得第九及第十四。

### 7歲
2005年其繼續現役，並於1月26日出戰川崎紀念獲得第八。
完成川崎紀念後，陣營安排其退役，並於6月10日取消地方賽馬全國協會的賽駒註冊。

### 詳細賽績
| 日期       | 舉辦國家 | 馬場 | 距離   | 級別    | 賽事名稱     | 負重 | 騎師     | 馬號 | 出馬 | 名次 | 時間   | 頭馬（二馬）        |
| ---------- | -------- | ---- | ------ | ------- | ------------ | ---- | -------- | ---- | ---- | ---- | ------ | ------------------- |
| 10/6/2000  | 日本     | 函館 | 泥1000 |         | 3歲新馬      | 53   | 藤田伸二 | 8    | 12   | 2    | 1:01.0 | Meiner Japan        |
| 1/7/2000   | 日本     | 函館 | 泥1000 |         | 3歲新馬      | 53   | 藤田伸二 | 1    | 8    | 1    | 1:00.9 | （Tashiro Spring）  |
| 16/9/2000  | 日本     | 阪神 | 草1400 | OP      | 桔梗錦標     | 53   | 武豐     | 3    | 10   | 1    | 1:21.9 | （Homan Miyabi）    |
| 30/9/2000  | 日本     | 阪神 | 草1600 | OP      | 野路菊錦標   | 54   | 河內洋   | 1    | 9    | 1    | 1:35.4 | （Linear Muse）     |
| 11/2/2001  | 日本     | 京都 | 草1800 | GIII    | 如月賞       | 56   | 武豐     | 12   | 12   | 2    | 1:48.0 | Agnes Gold          |
| 24/2/2001  | 日本     | 阪神 | 草1600 | GIII    | 雅靈頓盃     | 56   | 武豐     | 13   | 14   | 1    | 1:35.9 | （Kitasan Channel） |
| 15/4/2001  | 日本     | 中山 | 草2000 | GI      | 皋月賞       | 57   | 藤田伸二 | 14   | 18   | 2    | 2:00.5 | 愛麗速子            |
| 27/5/2001  | 日本     | 東京 | 草2400 | GI      | 東京優駿     | 57   | 河内洋   | 9    | 18   | 2    | 2:27.2 | 森林寶穴            |
| 23/9/2001  | 日本     | 阪神 | 草2000 | GII     | 神戶新聞盃   | 56   | 福永祐一 | 6    | 12   | 4    | 1:59.7 | Air Eminem          |
| 21/10/2001 | 日本     | 京都 | 草3000 | GI      | 菊花賞       | 57   | 武豐     | 11   | 15   | 5    | 3:07.7 | 曼城茶座            |
| 18/11/2001 | 日本     | 京都 | 草1600 | GI      | 一哩冠軍賽   | 56   | 武豐     | 1    | 18   | 5    | 1:33.7 | 禪宗勝者            |
| 12/5/2002  | 日本     | 東京 | 草1400 | GII     | 京王盃春季盃 | 57   | 池添謙一 | 10   | 18   | 4    | 1:20.6 | 機會之神            |
| 2/6/2002   | 日本     | 東京 | 草1600 | GI      | 安田紀念     | 58   | 池添謙一 | 17   | 18   | 2    | 1:33.3 | 喜高善              |
| 23/6/2002  | 日本     | 阪神 | 草2200 | GI      | 寶塚紀念     | 58   | 藤田伸二 | 3    | 12   | 1    | 2:12.9 | （鶴丸小子）        |
| 6/10/2002  | 日本     | 中山 | 草1800 | GII     | 每日王冠     | 59   | 藤田伸二 | 9    | 9    | 5    | 1:46.7 | 萬能泰斗            |
| 27/10/2002 | 日本     | 中山 | 草2000 | GI      | 秋季天皇賞   | 58   | 藤田伸二 | 16   | 18   | 14   | 1:59.6 | 吉兆                |
| 17/11/2002 | 日本     | 京都 | 草1600 | GI      | 一哩冠軍賽   | 57   | 池添謙一 | 18   | 18   | 17   | 1:34.0 | 東海角              |
| 19/4/2003  | 日本     | 阪神 | 草1600 | GII     | 讀賣盃       | 59   | 池添謙一 | 2    | 13   | 4    | 1:32.4 | 天鵝騎士            |
| 4/5/2003   | 日本     | 京都 | 草3200 | GI      | 春季天皇賞   | 58   | 藤田伸二 | 7    | 18   | 5    | 3:17.3 | 菱鑽奇寶            |
| 18/5/2003  | 日本     | 新潟 | 草2000 | GIII    | 新潟大賞典   | 59   | 本田優   | 7    | 16   | 1    | 1:58.3 | （Toughness Star）  |
| 8/6/2003   | 日本     | 東京 | 草1600 | GI      | 安田紀念     | 58   | 藤田伸二 | 7    | 18   | 5    | 1:32.3 | 愛麗數碼            |
| 29/6/2003  | 日本     | 阪神 | 草2200 | GI      | 寶塚紀念     | 58   | 藤田伸二 | 13   | 17   | 7    | 2:12.5 | 菱鑽奇寶            |
| 20/10/2004 | 日本     | 荒尾 | 泥1500 | OP      | 神無月特別   | 56   | 吉田隆二 | 4    | 10   | 2    | 1:39.0 | Shigeru Kaminari    |
| 1/12/2004  | 日本     | 浦和 | 泥2000 | 地方GII | 浦和紀念     | 58   | 的場文男 | 6    | 11   | 9    | 2:10.2 | Moere Treasure      |
| 29/12/2004 | 日本     | 大井 | 泥2000 | 地方GI  | 東京大賞典   | 57   | 見澤讓治 | 5    | 14   | 14   | 2:09.1 | 三雄判令            |
| 26/1/2005  | 日本     | 川崎 | 泥2100 | 地方GI  | 川崎紀念     | 57   | 見澤讓治 | 5    | 12   | 11   | 2:19.4 | 時間悖論            |

## 退役後
退役後，烈焰快駒並未入種，而是於栃木縣那須鹽原市地方競馬教養中心休養，於2005年開始作爲乘騎馬使用。
8月28日，因爲狀態遲遲未恢復之下最終因肺炎死亡，享年僅7歲。

## 血統簡介
父系百仁時間爲美國賽駒，曾勝出當地二級賽，退役後在日本配種，和週日寧靜及東來兵被一同稱爲改變日本賽馬的三匹種馬。祖父雷弼圖爲美國生產的愛爾蘭賽駒，生涯戰績彪炳，曾勝出葉森打吡，退役後配種成績亦極爲優秀，現已成爲Halo系外另一支出自Hail Reason系的獨立種馬系統。
母系Inter Pyrenees爲日本賽駒，生涯戰績不佳僅勝出三場賽事。外祖父Sanquirico爲美國生產的英國賽駒，生涯戰績不俗，曾勝出二級賽御廬錦標。

### 血統表
| 父線：雷弼圖系（Hail to Reason系）                    |                             |                 |               |
| 種馬 百仁時間 1985年（深棗色）                        | 雷弼圖 1969年（棗色）       | Hail to Reason  | Turn-to       |
| 種馬 百仁時間 1985年（深棗色）                        | 雷弼圖 1969年（棗色）       | Hail to Reason  | Nothirdchance |
| 種馬 百仁時間 1985年（深棗色）                        | 雷弼圖 1969年（棗色）       | Breamalea       | Nasuha        |
| 種馬 百仁時間 1985年（深棗色）                        | 雷弼圖 1969年（棗色）       | Breamalea       | Rarelea       |
| 種馬 百仁時間 1985年（深棗色）                        | Kelley's Day 1977年（棗色） | Graustark       | 里博          |
| 種馬 百仁時間 1985年（深棗色）                        | Kelley's Day 1977年（棗色） | Graustark       | Flower Bowl   |
| 種馬 百仁時間 1985年（深棗色）                        | Kelley's Day 1977年（棗色） | Golden Trail    | Hasty Road    |
| 種馬 百仁時間 1985年（深棗色）                        | Kelley's Day 1977年（棗色） | Golden Trail    | Sunny Vale    |
| 繁殖雌馬 Inter Pyrenees 1990年（棗色）                | Sanquirico 1985年（深棗色） | Lypheor         | 利法爾        |
| 繁殖雌馬 Inter Pyrenees 1990年（棗色）                | Sanquirico 1985年（深棗色） | Lypheor         | Klaizia       |
| 繁殖雌馬 Inter Pyrenees 1990年（棗色）                | Sanquirico 1985年（深棗色） | Nells Briquette | Lanyon        |
| 繁殖雌馬 Inter Pyrenees 1990年（棗色）                | Sanquirico 1985年（深棗色） | Nells Briquette | Double's Nell |
| 繁殖雌馬 Inter Pyrenees 1990年（棗色）                | Monte Maria 1981年（棗色）  | Never Beat      | Never Say Die |
| 繁殖雌馬 Inter Pyrenees 1990年（棗色）                | Monte Maria 1981年（棗色）  | Never Beat      | Bride Elect   |
| 繁殖雌馬 Inter Pyrenees 1990年（棗色）                | Monte Maria 1981年（棗色）  | Kineusu Maria   | Romulus       |
| 繁殖雌馬 Inter Pyrenees 1990年（棗色）                | Monte Maria 1981年（棗色）  | Kineusu Maria   | Maria Doro    |
| 雌系：號族：21-a                                      |                             |                 |               |
| 五代內近親交配：里博 4×5、Nasrullah 5×5、Big Game 5×5 |                             |                 |               |

## 命名由來
名字中，Dantsu（ダンツ）是馬主山元哲二的冠名，出自其成为馬主時所購買的段通地氈，Flame（フレーム）意思即是火焰，香港則只取後半部分，翻譯为「烈焰快駒」。

## 外部連結
- 烈焰快駒 netkeiba.com （页面存档备份，存于）
- 血統表 （页面存档备份，存于）